# Die HJ
Die Zeitschrift Die HJ – das Kampfblatt der Hitler-Jugend war das wichtigste Jugendmedium der NSDAP. Sie sollte im nationalsozialistischen Deutschen Reich – wie die Hitlerjugend (HJ) überhaupt – im Rahmen der Partei die „weltanschauliche Ausrichtung“ und systemkonforme Willensbildung der Jugend garantieren und so die Herrschaft der NSDAP auch für die fernere Zukunft absichern.
Neben allgemeinen Inhalten von Jugendthemen war das Kampfblatt oft äußerst aggressiv im Ton und verstand sich auch als „Weckruf“ zur Vorbereitung politischer Initiativen und zu gewaltbereiten Aktionen. Andere bis 1933 existierende Jugendleitmedien gingen teilweise in der HJ-Zeitschrift auf, bzw. bestanden (nach politischer Gleichschaltung mit den Parteizielen) in Form mehrerer Monatszeitschriften weiter. Die Zeitschrift Die HJ wurde vom Amt für Presse und Propaganda der Reichsjugendführung streng kontrolliert. Nur die konfessionelle Jugend durfte ein eigenes, bescheidenes Schrifttum aufrechterhalten.
Die HJ erhielt häufig von der Reichsjugendführung (die anfangs eine Parteiorganisation war und später zu einer „Oberen Reichsbehörde“ wurde) Direktiven zur politischen Ausrichtung. In der ersten Ausgabe von 1938 definierte Karl Lapper als das Ziel der NS-Jugendpropaganda die „dauernde propagandistische Mobilmachung der HJ“. Neben Zeitungen wurde auch der Film in den Dienst der HJ gestellt.
Die HJ erschien wöchentlich als 12-16seitige Zeitung, erstmals am 5. Dezember 1934. Die letzte Ausgabe war die des 25. März 1939. Ab dem 1. April 1939 erschien als Nachfolger die Zeitschrift Junge Welt – die Reichszeitschrift der Hitler-Jugend. Diese 24-seitige illustrierte Zeitschrift im Heftformat erschien monatlich und ab der Ausgabe Mai/Juni 1943 kriegsbedingt zweimonatlich. Sie bestand bis Ende 1944. Hauptschriftleiter waren ab April 1939 Wilhelm Utermann, und ab Mai 1942 Herbert Reinecker. Ab 1947 wurde der Titel "Junge Welt" in der DDR für eine Jugendzeitung wiederverwendet.